# Élections législatives laotiennes de 2016
Les élections législatives laotiennes de 2016 ont lieu le 20 mars 2016 afin d'élire les membres de la 8e législature de l'assemblée nationale du Laos. Des élections provinciales ont lieu simultanément.
Le parti révolutionnaire populaire lao, seul à pouvoir présenter des candidats dans le cadre d'un régime à parti unique, remporte sans surprise le scrutin. 

## Système électoral

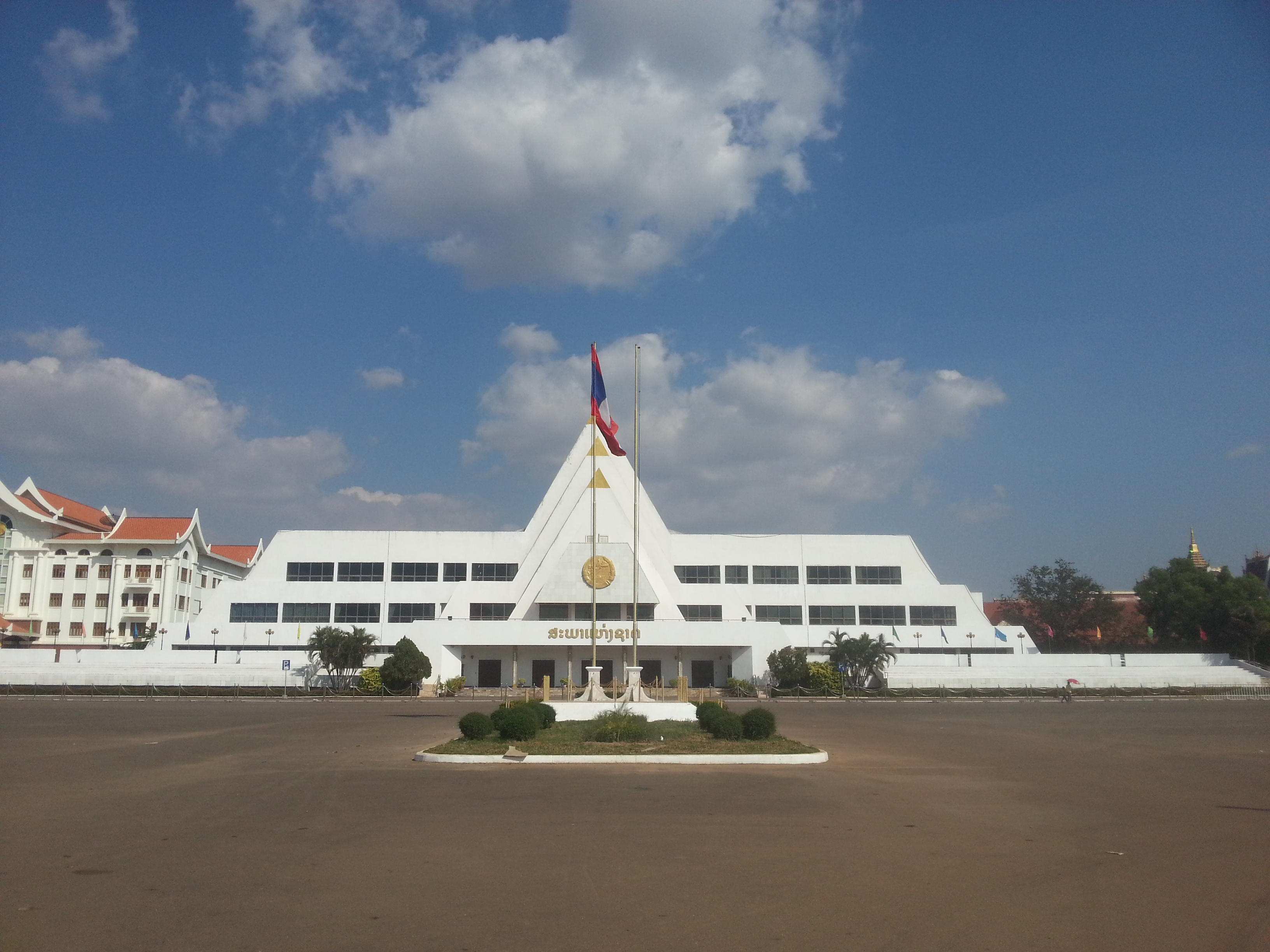
Lieu de réunion de l'assemblée à Vientiane.

L'Assemblée nationale est un parlement unicaméral doté de 149 sièges pourvus pour cinq ans au scrutin majoritaire plurinominal dans 18 circonscriptions de 5 à 19 sièges. Dans chacune d'elles, les électeurs votent pour une liste comportant autant de candidats que de sièges à pourvoir, et la liste remportant le plus de suffrages remporte tous les sièges. Pour pouvoir concourir, les candidats doivent préalablement obtenir le soutien d'une collectivité locale ou d'une organisation de masse.
Le total de 149 sièges est en hausse par rapport au scrutin de 2011, où il était de 132, afin de suivre l'augmentation de la population. Chaque province est en effet dotée d'un minimum de cinq sièges, plus un siège par tranche de 50 000 habitants au dessus de 250 000, avec un maximum fixé à 19 sièges.

## Résultats
|                          |                                     |           |       |        |     |  |  |  |  |
| Parti                    | Parti                               | Vote      | %     | Sièges | +/– |  |  |  |  |
|                          | Parti révolutionnaire populaire lao |           |       | 144    | 16  |  |  |  |  |
|                          | Indépendants                        |           |       | 5      | 1   |  |  |  |  |
|                          |                                     |           |       |        |     |  |  |  |  |
| Votes valides            |                                     |           |       |        |     |  |  |  |  |
| Votes blancs et nuls     |                                     |           |       |        |     |  |  |  |  |
| Total                    | Total                               | 3 657 026 | 100   | 149    | 17  |  |  |  |  |
| Abstentions              | Abstentions                         | 76 906    | 2,06  |        |     |  |  |  |  |
| Inscrits / participation | Inscrits / participation            | 3 733 932 | 97,94 |        |     |  |  |  |  |